# Stefan von Perm
Stefan von Perm (auch Stephan von Perm; russisch Стефан Пермский, Stefan Permski; * 1340 oder 1345 in oder nahe Weliki Ustjug; † 26. April 1396 in Moskau, heiliggesprochen 1547) war seit 1383 Bischof von Klein-Perm. Er gilt als Apostel der Syrjänen (Komi). Um 1372 schuf er für die Übersetzung biblischer und liturgischer Texte die altpermische Schrift, das zweitälteste Alphabet einer uralischen Sprache (nach der altungarischen Schrift).